# Ad Tak
Adrianus Johannes „Ad“ Tak (* 8. Juni 1953 in Oud-Gastel (Provinz Noord-Brabant)) ist ein ehemaliger niederländischer Radrennfahrer und nationaler Meister im Radsport.

## Sportliche Laufbahn
Tak war im Straßenradsport aktiv. Er war Teilnehmer der Olympischen Sommerspiele 1976 in Montreal. Im olympischen Straßenrennen kam er auf den 50. Platz. 1975 gewann er die nationale Meisterschaft im Straßenrennen der Amateure und eine Etappe in der Österreich-Rundfahrt. 
Bei den Straßenradsport-Weltmeisterschaften 1985 kam er auf den 38. Rang im Rennen der Amateure. 1981 wurde er Berufsfahrer und blieb bis 1986 als Radprofi aktiv.